# Xanthium sibiricum
Xanthium sibiricum là một loài thực vật có hoa trong họ Cúc. Loài này được Patrin ex Widder miêu tả khoa học đầu tiên năm 1923.